# La stella di Espero
La stella di Espero è un romanzo di Alan Hollinghurst pubblicato nel 1994 che gli valse il James Tait Black Memorial Prize per la narrativa sempre nello stesso anno.
Il romanzo è la storia di un omosessuale inglese, Edward Manners, che stanco della vita si trasferisce in una città delle Fiandre dove insegna inglese a due studenti. Uno, Marcel, è buono ma brutto, mentre l'altro pur essendo cattivo secondo il protagonista è profondamente bello. La narrazione segue la nascente relazione con il padre di Marcel, curatore di un museo di quadri simbolisti di Edgard Orst (basato su Fernand Khnopff e James Ensor). 

## Edizioni
- Alan Hollinghurst, La stella di Espero, Arnoldo Mondadori Editore, 1995, ISBN 88-04-39925-2.